# Tyler Cook
Tyler Calvin Cook (St. Louis, Misuri; 23 de septiembre de 1997) es un jugador de baloncesto estadounidense que pertenece a la plantilla del Merkezefendi Belediyesi Denizli de la Basketbol Süper Ligi turca. Con 2,03 metros de estatura, ocupa la posición de ala-pívot. 

## Trayectoria deportiva

### Instituto
Jugó en el instituto Chaminade College Preparatory School de Misuri junto con Jayson Tatum, donde en su año sénior, conquistaron el título estatal.

### Universidad
Jugó tres temporadas con los Hawkeyes de la Universidad de Iowa, en las que promedió 14,1 puntos, 6,7 rebotes y 1,8 asistencias por partido. En 2017 fue incluido en el mejor quinteto freshman mientras que en su última temporada lo fue en el segundo mejor quinteto de la Big Ten Conference por la prensa especializada. Al término de su temporada júnior anunció su intención de presentarse al Draft de la NBA, renunciando a su último año de universidad.

#### Estadísticas
| Año     | Equipo | PJ | PT | MPP  | %TC  | %3P  | %TL  | RPP | APP | ROB | TPP | PPP  |
| ------- | ------ | -- | -- | ---- | ---- | ---- | ---- | --- | --- | --- | --- | ---- |
| 2016–17 | Iowa   | 27 | 26 | 24.5 | .554 | .250 | .598 | 5.3 | 1.0 | .7  | .4  | 12.3 |
| 2017–18 | Iowa   | 33 | 33 | 28.0 | .566 | .143 | .661 | 6.8 | 1.8 | .6  | .6  | 15.3 |
| 2018–19 | Iowa   | 33 | 33 | 30.8 | .510 | .000 | .644 | 7.6 | 2.4 | .7  | .5  | 14.5 |
| Total   | Total  | 93 | 92 | 28.0 | .542 | .143 | .639 | 6.7 | 1.8 | .7  | .5  | 14.1 |

### Profesional
Tras no ser elegido en el Draft de la NBA de 2019, firmó contrato con Denver Nuggets, pero fue despedido durante la pretemporada. El 19 de octubre fue reclamado entre los jugadores cortados por los Cleveland Cavaliers, con los que firmó un contrato dual que le permite jugar también en su filial, los Canton Charge de la G League. El 3 de enero de 2020, tras 11 encuentros con el primer equipo, se anuncia que convertirán su contrato en estándar. Pero el tres días después es cortado. El 9 de enero vuelve a firmar con los Cavs, pero es asignado automáticamente a los Canton Charge.
El 16 de febrero de 2020 fue traspasado a los Oklahoma City Blue a cambio de Vincent Edwards.
El 30 de junio de 2020 firma con los Denver Nuggets hasta final de temporada. Con los Nuggets disputó dos encuentros en la burbuja de Orlando.
Antes del inicio de la temporada 2020-21, el 30 de noviembre, los Minnesota Timberwolves anunciaron la contratación de Cook, pero el 19 de diciembre fue cortado sin llegar a debutar en partido oficial. El 8 de enero de 2021, los Iowa Wolves adquieren sus derechos para jugar en la G League.
El 24 de febrero de 2021 firmó un contrato de 10 días con los Brooklyn Nets. Con los Nets disputó cuatro encuentros antes de que expirase su contrato.
El 18 de marzo de 2021 firma un contrato de 10 días con Detroit Pistons, y el 28 de marzo un segundo contrato de otros diez días. Y finalmente el 6 de abril, tras un buen rendimiento, consigue un contrato hasta final de temporada.
El 8 de septiembre de 2021 firmó con los Chicago Bulls, y el 18 de octubre convirtieron su contrato en un contrato de dos vías con los Windy City Bulls de la NBA G League.
El 23 de octubre de 2022 se unió a la lista de la pretemporada de los Salt Lake City Stars de la G League.
El 11 de septiembre de 2023 firmó con los South East Melbourne Phoenix de la NBL Australia como reemplazo por lesión de Alan Williams.
El 16 de noviembre de 2023 fichó por el Joventut de Badalona de la liga ACB hasta final de temporada.
El 26 de septiembre de 2024 firma por el Merkezefendi Belediyesi Denizli de la Basketbol Süper Ligi (BSL) turca.

## Estadísticas de su carrera en la NBA

### Temporada regular
| Año     | Equipo    | PJ | PT | MPP  | %TC  | %3P  | %TL   | RPP | APP | ROB | TPP | PPP |
| ------- | --------- | -- | -- | ---- | ---- | ---- | ----- | --- | --- | --- | --- | --- |
| 2019-20 | Cleveland | 11 | 0  | 3.2  | .700 | —    | .833  | .9  | .1  | .1  | .0  | 1.7 |
| 2019-20 | Denver    | 2  | 0  | 9.5  | .500 | —    | 1.000 | 2.0 | .0  | 1.0 | .0  | 2.0 |
| 2020-21 | Brooklyn  | 4  | 0  | 4.3  | .333 | —    | —     | .5  | .5  | .0  | .0  | .5  |
| 2020-21 | Detroit   | 28 | 1  | 15.0 | .680 | .500 | .486  | 3.3 | .5  | .3  | .1  | 5.5 |
| 2021-22 | Chicago   | 20 | 2  | 10.0 | .605 | —    | .656  | 2.7 | .2  | .2  | .2  | 3.4 |
| Total   | Total     | 65 | 3  | 10.6 | .654 | .500 | .600  | 2.5 | .3  | .2  | .1  | 3.8 |

### Playoffs
| Año   | Equipo | PJ | PT | MPP | %TC | %3P | %TL | RPP | APP | ROB | TPP | PPP |
| ----- | ------ | -- | -- | --- | --- | --- | --- | --- | --- | --- | --- | --- |
| 2020  | Denver | 1  | 0  | 4.0 | —   | —   | —   | 2.0 | .0  | .0  | .0  | .0  |
| Total | Total  | 1  | 0  | 4.0 | —   | —   | —   | 2.0 | .0  | .0  | .0  | .0  |

## Vida personal
Tyler es hijo de Trent y Stephanie Cook, y tiene un hermano mayor, Trenton.